# Andy Anderson
Andy Anderson (ur. 13 kwietnia 1996 w White Rock, Kolumbia Brytyjska) – kanadyjski profesjonalny deskorolkarz, znany ze swojego unikalnego stylu, który łączy klasyczne triki z wczesnych lat deskorolki z nowoczesnymi technikami. Jest jednym z nielicznych profesjonalnych deskorolkowców, którzy zawsze noszą kask podczas jazdy, co jest rzadkością wśród zawodników ulicznych. Anderson reprezentował Kanadę w zawodach deskorolki parkowej mężczyzn podczas Letnich Igrzysk Olimpijskich 2020 w Tokio.

## Kariera
Anderson został zawodowcem w 2019 roku, dołączając do zespołu Powell-Peralta. Ponadto jest wspierany przez marki Etnies, Skull Skates, Mini Logo oraz Bones, a także przez marki odzieżowe takie jak Swatch i Skullcandy. Pierwszy „part” Andersona dla Powell-Peralta została wydana 25 grudnia 2020 roku. 25 marca 2021 roku Anderson wystąpił w filmie skateboardowym „Seen Him”, który został nakręcony przez Zenga Bros.
Anderson jest znany w świecie deskorolki z unikalnego stylu jazdy oraz szerokiego repertuaru technicznych trików. Od 2015 roku brał udział i awansował do finałowych rund wielu ważnych zawodów, w tym Zumiez Best Foot Forward Vancouver, Vans Park Series Americas Continental Championships, Jackalope Festival, The Boardr Am, Mystic Sk8 Cup, Continental Championships, Nitro World Games oraz półfinałów Dew Tour 2021. W mistrzostwach świata w deskorolce w 2018 roku Anderson zajął 21. miejsce w półfinale. W 2020 roku wygrał finał Kanadyjskich Mistrzostw w Parku, a także zajął 10. miejsce w kategorii Street. Anderson startował w olimpijskich zawodach mężczyzn w Parku w 2020 roku, zajmując 16. miejsce na 20 uczestników. Deskorolka Andersona z Igrzysk Olimpijskich jest wystawiona w Muzeum Olimpijskim.
W kwalifikacjach olimpijskich w 2020 roku (Dew Tour 2021) Anderson zerwał łąkotkę podczas rozgrzewkowego przejazdu. Pomimo kontuzji wziął udział w zawodach, zajmując 11. miejsce w półfinale z wynikiem 75,80 po dwóch udanych przejazdach, co pozwoliło mu zakwalifikować się na Igrzyska Olimpijskie w Tokio 2020. Po przejazdach kwalifikacyjnych jego trzeci i czwarty przejazd miały luźniejszy charakter, w tym 33-sekundowy manual na zewnętrznej części parku.